# ディデルフォドン
ディデルフォドン(Didelphodon)は、後期白亜紀に生息した哺乳類の属。歯列がオポッサムに酷似することから命名された。頭蓋骨は幅広く三角形の形状をしており、短い吻部、頑丈で広い頬骨、小さな脳頭蓋などが特徴としてあげられており、犬歯の最大咬合力は若年個体で218 N程度であったとされるなど頑丈な顔つきをしていた。
生態としては現代のアナグマとキツネの中間のニッチを占めており、主に小動物や昆虫を食べていたのではないかとされている。また夜行性ないし薄暮性であり、夕方から明け方にかけて特に活動的だったとされているほか、前脚は鋭い爪があり巣穴をほって暮らしていた可能性や、河川のそばで化石が発見されていることから半水生のカワウソに似た暮らしであったと考える研究者もいる。